# Un coup de dés jamais n'abolira le hasard

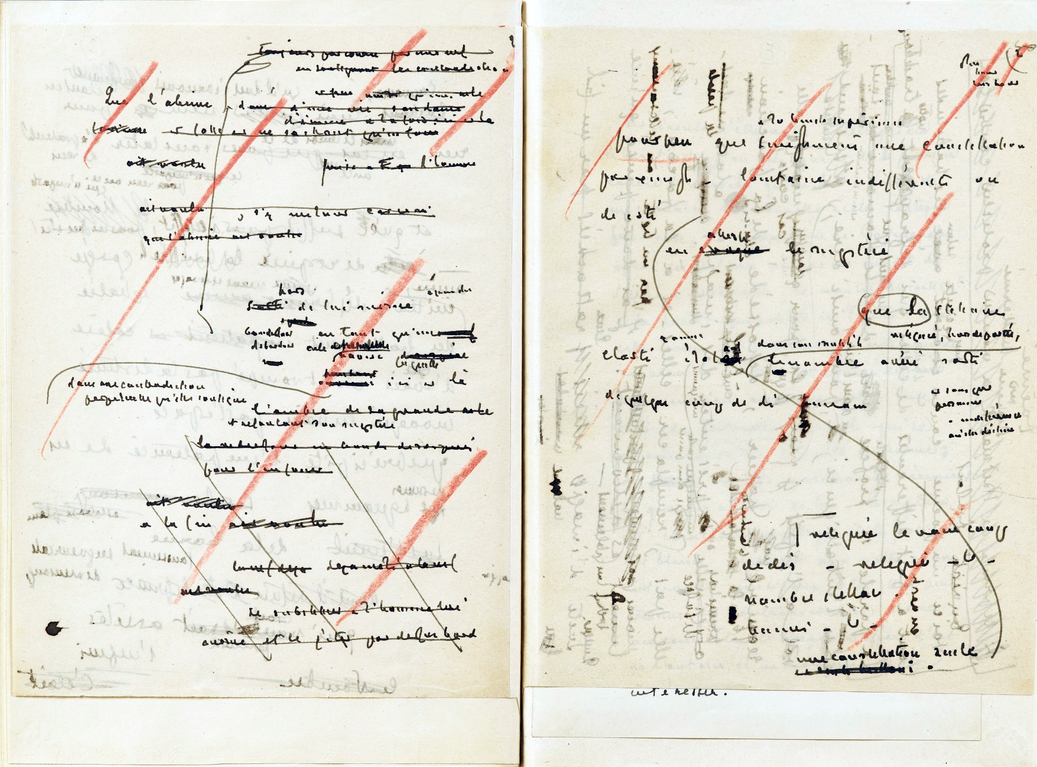
Premier état du manuscrit (février-mars 1897).

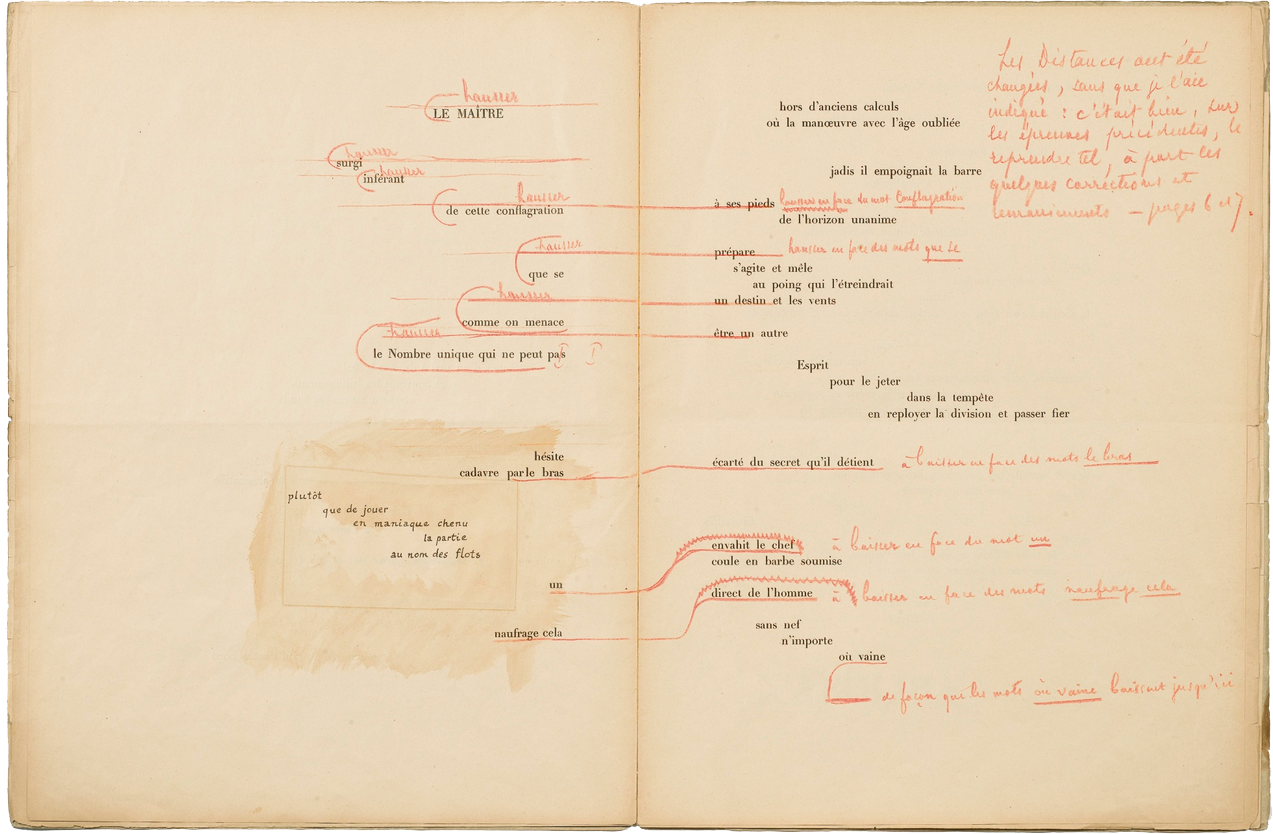
Épreuve de l'édition d'Ambroise Vollard (juillet 1897).

Un coup de dés jamais n'abolira le hasard est un poème de Stéphane Mallarmé paru en 1897. Composé en vers libres, c'est l'un des tout  premiers poèmes typographiques de la littérature française.

## Histoire du poème
Ce poème est initialement paru dans le numéro 17 de la revue Cosmopolis, éditée dans sa version française par Armand Colin, numéro daté 1er mai 1897; le poème est  étant précédé d'une « Observation relative au poème » rédigée par Mallarmé lui-même, et d'une « Note de la rédaction ». Le titre était typographiquement composé ainsi : Un Coup de Dés jamais n'abolira le Hasard.
Il est ensuite, sous forme de volume, republié aux Éditions de La Nouvelle Revue française, daté 10 juillet 1914 : cette édition a été coordonnée par le docteur Edmond Bonniot, le gendre de Mallarmé.
Un coup de dés jamais n'abolira le hasard a été republié en 2004 par Michel Pierson et Ptyx : cette édition restitue la composition typographique conçue par Mallarmé pour le projet d'édition élaboré avec Ambroise Vollard à partir de juin-juillet 1897 mais sans les illustrations. Dans ses Souvenirs (1937, p. 309), Vollard raconte qu'il avait contacté l'imprimerie Firmin-Didot pour produire un album illustré comprenant le texte en regard de lithographies, tirées à partir de dessins en noir d'Odilon Redon, mais qu'il se heurta à un refus catégorique, l'imprimeur considérant l'objet comme fou, du fait de la mise en page typographique. Puis Mallarmé s'entretint avec Redon, notamment à Valvins, et les deux hommes s'accordèrent pour que les illustrations soient conçues avec un fond, ce que ne souhaita pas Vollard pour des raisons purement commerciales. Au bout du compte, le projet a traîné. La mort du poète en septembre 1898 n'a fait que confirmer une situation en impasse. De son côté, Vollard conserva les épreuves textes et images, dans l'espoir d'en faire un jour le tirage.
La restitution de la composition typographique a été établie à partir des jeux d'épreuves conservés à la Bibliothèque nationale de France et provenant de la collection Pierre Bérès, en tenant compte des corrections manuscrites de Mallarmé qui mentionne comme titre final : Jamais un coup de dés n'abolira le hasard. Des illustrations de Redon, quatre nous sont parvenues.

## Les quatre estampes d'Odilon Redon

Tirage lithographique en noir (1897-1898)
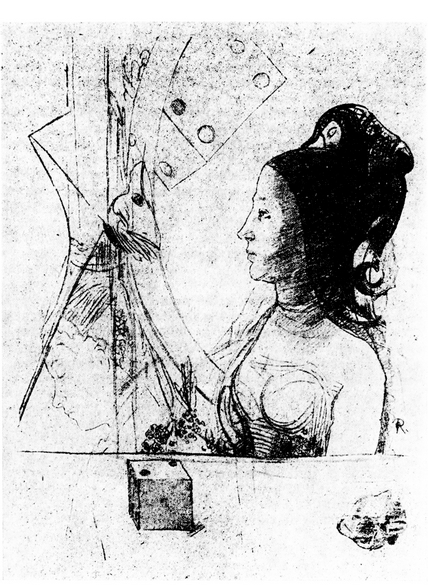
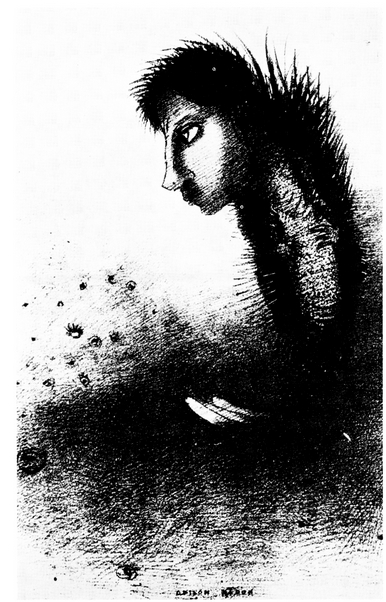
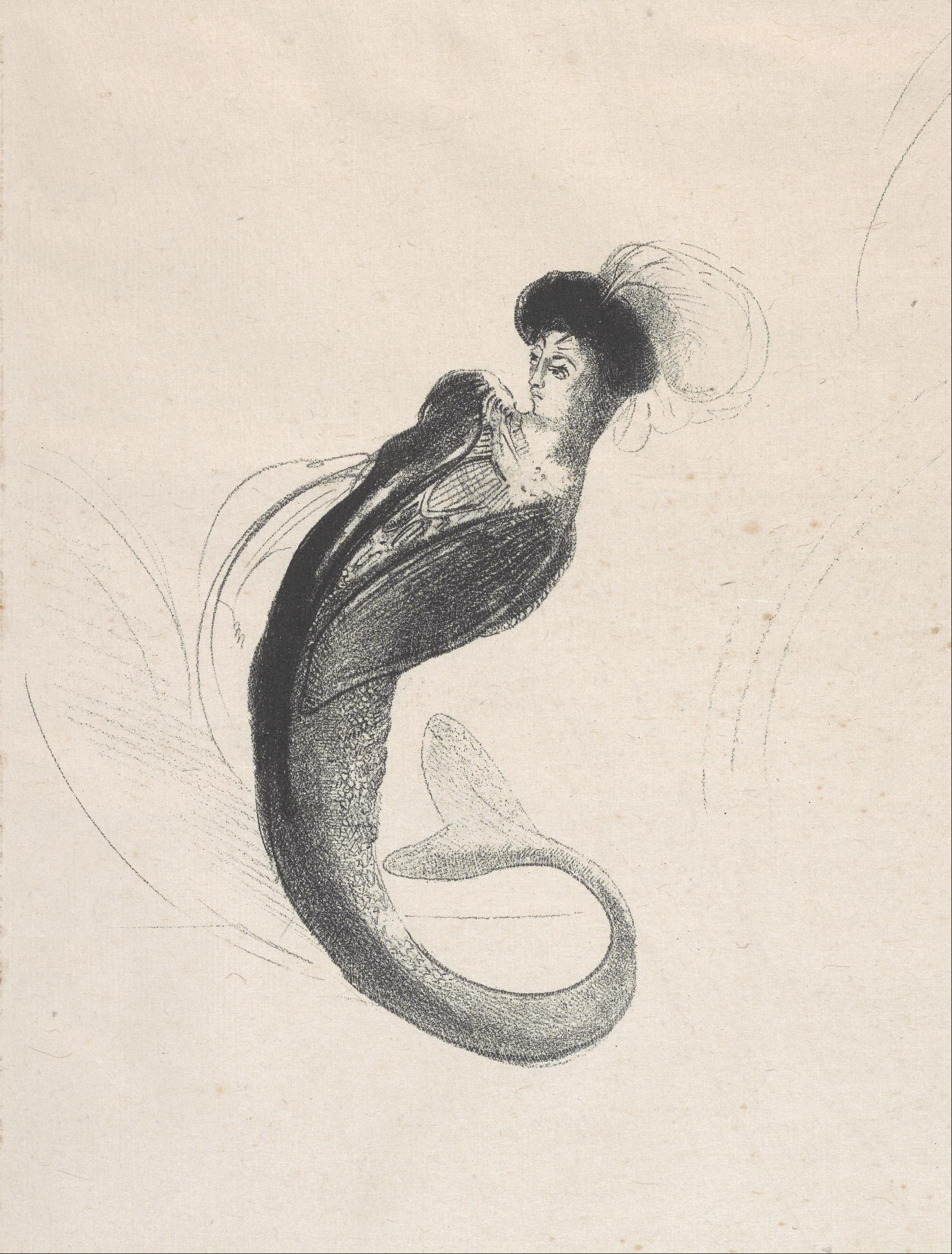
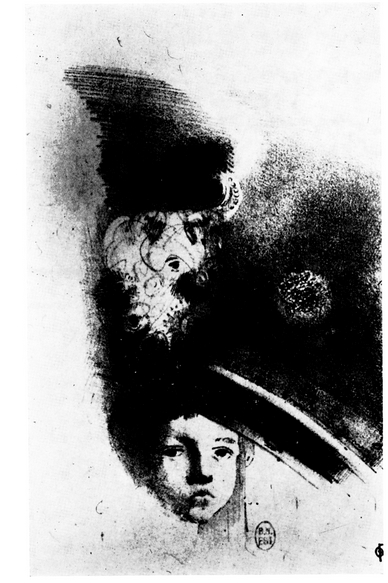

## Postérité
Un coup de dés jamais n'abolira le hasard est aussi le titre d'une œuvre de Marcel Broodthaers, plaque d'aluminium anodisée à partir de laquelle furent imprimés 90 exemplaires d'une version sur papier publiés en novembre 1969 à Anvers, et qui sont un « produit dérivé » du poème de Mallarmé : la reproduction exacte de l'œuvre calligraphique [d'après l'édition de 1914] où chaque mot est soigneusement recouvert d’encre, caviardé. Johanna Drucker explique[Où ?] : « Broodthaers réduit Le Coup de dés à sa structure. Ou, pour l'exprimer différemment, il élève la structure de l’œuvre au rang de concept digne d’un statut en soi, mettant en valeur l’attention fétichiste de Mallarmé à cet aspect de son œuvre. »[réf. souhaitée]
Man Ray intitule son 3e et dernier film de 1929 Les Mystères du château de Dé en hommage au poème et le titre apparaît à l'écran en fin de film.
D'autres artistes se sont eux aussi inspirés du poème de Mallarmé, et ont décidé de prolonger son œuvre au sein de leur propre pratique. Michaelis Pichler, par exemple, a transposé Jamais un Coup de Dés n'abolira le Hasard sous forme d'une partition musicale.